# Eloi Yebra
Eloi Yebra Buyreu (Barcelona, 19 de octubre de 1980) es un actor, cómico, locutor, showman, rapero y DJ español.
Ha participado en numerosas películas, series, programas de televisión y obras de teatro en España entre las que destacan Barrio y Torrente 2, misión en Marbella, entre otras muchas. También fue uno de los componentes de Ska-P desde 2018 hasta 2020 y miembro desde sus inicios de Positive Vibz y Kienes Sound.

## Biografía
Este actor, cómico, locutor, showman, MC y DJ , nace en Barcelona el 19 de octubre de 1980. Eloi Yebra da sus primeros pasos como actor en la escuela de teatro El Timbal de Barcelona en 1994. Espera pacientemente un papel haciendo castings hasta que en 1996 David Trueba le da su primer papel para La buena vida. Gracias por la propina, Carreteras secundarias y el telefilme Primera jugada para TV3 fueron sus siguientes trabajos. Fue en 1997 cuando Eloi Yebra interpretó su primer papel protagonista en Barrio, con Fernando León de Aranoa. A partir de entonces, trabajará en numerosas películas, obras de teatro, series y programas de televisión, como Torrente 2, A+, La Cosa Nostra amb Andreu Buenafuente, Manolito Gafotas, Muchachada nui y El enemigo de la clase entre muchas otras.
En 2005 fue galardonado con el Premio a la mejor interpretación masculina en el Festival Internacional de Alcalá de Henares junto a los cinco protagonistas del cortometraje El despropósito, y en 2008 con el Premio a la mejor interpretación masculina en el Festival Internacional de Elche por el cortometraje Limoncello.
Alterna su profesión de actor con la música hip hop con el pseudónimo TCap Leviatan y ya ha sacado tres discos en solitario, cuatro con su grupo de reggae Kienes Sound y otros dos con su grupo de rap Punto De Encuentro. Además de sus conocidas sesiones de reggae Mal Yebra Nunca Muere session Vol. Juan, Vol. Chus, Vol. Tri...Ni, Party Remix 2018 The Mash Up’s Master y Party Remix 5 con LaMeka55
Desde 2018 hasta 2020 perteneció a la banda Ska-P.

## Cine
- Lo Carga El Diablo - 2022. Guillermo Polo. Los Hermanos Polo, Japonica Films, Volcánico Films, Batiak Films
- Help! – 2020. Eloi Yebra. La T Producciones
- Jo***der – 2020. Gonzalo Albornoz. Otra Austera Producción
- SonMiki – 2020. Albert Rodríguez y Víctor Esquirol. 3 Angry Men.
- Conducta Animal – 2019. Miguel Romero. El gato con Cámaras
- Tres días en Pedro Bernardo – 2015. Daniel Andrés Sánchez. OPH Producciones
- 3 bodas de más – 2013. Javier Ruiz Caldera. Antena 3 Films, Apaches Entertainment, Ciskul, Think Studio
- S.O.R. – 2013. Fernando Simarro. Activa Films
- Casting – 2013. Jorge Naranjo. Gauger Films, Nana Films
- Una historia real – 2012. Alberto Fernández Argüelles. Filmia
- N-949 – 2012. Nacho Recio
- Arcilla sobre asfalto – 2010 Patricia Sardá. Imaginaria
- La voz de Hans – 2010. Luca Vacchi. Polar Star Films S.L.
- La curiosa conexión de Juanentonce y Kripton — 2010. Santi Moga. Escándalo Films
- Campamento Flipy — 2010. Rafa Parbus. Esa Mano Amiga - Disney
- Barceloneta.com — 2009. Nuria Ràfols. Metrocurt
- Sexykiller, morirás por ella — 2008. Miguel Martí. Mediapro – Warner Bros. – Ensueño Films
- Buen viaje — 2008. Irene Zoe Alameda. Story Lines
- Limoncello — 2007. Luis Alejandro Berdejo. Koldo ZuaZua P.C. Premio a la mejor interpretación masculina, Festival Internacional de Elche 2008
- Bienvenido a casa — 2005. David Trueba. F. Trueba P.C.S.A. – Kaplan S.A. – Olmo Films S.L.
- El despropósito — 2005. Zoe Berriatúa. Koldo ZuaZua P.C. Premio a la mejor interpretación masculina, Festival internacional de Alcalá de Henares 2005
- Interior (noche) — 2004. Miguel Ángel Cárcano. LaNave – I+D+C – Ecam. Interpretación improvisada
- A+ — 2002. Xavi Rivera. Amas – Lateco
- Bamboleho — 2002. Luis Prieto. Factotum
- El paraíso ya no es lo que era — 2000. Francesc Betriu. LolaFilms
- Torrente 2: Misión en Marbella — 2000. Santiago Segura. Amiguetes Entertainment S.L. – LolaFilms
- La mujer más fea del mundo — 1999. Miguel Bardem. Aurum S.A.
- Barrio — 1998. Fernando León de Aranoa. Elías Querejeta P.C.S.L.
- Carreteras secundarias — 1997. Emilio Martínez Lázaro. F. Trueba P.C.S.A. – Kaplan S.A. – Olmo Films S.L.
- Gracias por la propina — 1996. Francesc Bellmunt. Fair – Play Produccions S.A.
- La buena vida — 1996. David Trueba. F. Trueba P.C.S.A. – Kaplan S.A. – Olmo Films S.L.

## Teatro
- Verso A Verso y Música Urbana – 2023-2024. Eloi Yebra y Críspulo Cabezas. Poco Hablar y Muchas Nueces. Recursos Educativos.
- En Busca Del Respeto Perdido – 2023-2024. Eloi Yebra y Críspulo Cabezas. Poco Hablar y Muchas Nueces. Recursos Educativos.
- Desgraciados – 2022. Tirso Calero. Dolores Garayalde. Eunice Producciones
- Game Over Tour Mundial (Showman) – 2018-2020. Ska-P.
- El Lazarillo De Tormes – 2017-2020. Alvaro Morte. 300 Pistolas
- Compañía En Altamar – 2017-2018 Fernando Ramallo. FeryFri Producciones
- Aprendí Mucho De Nada (Monologo) – 2013-Actualidad. Eloi Yebra. La T
- Victoria – 2015. Álvaro Morte. 300 Pistolas. MicroTeatro.
- San Jordi, ahora más que nunca – 2014. Eloi Yebra, Críspulo Cabezas. Casal Català de Costa Rica.
- El refugio – 2012. Josetxo San Mateo. MiniTeatres.
- Seamos realistas – 2012. Patricia Ordás. MicroTeatro.
- Madre de mi vida – 2012. Patricia Ordás. MicroTeatro.
- Poesía bombo y caja (La poesía castellana a ritmo de hip hop – 2009-2020. Eloi Yebra, Críspulo Cabezas, LaMeka55 – Pop Producciones.
- Soy rapero de gorra – 2010-Actualidad. Eloi Yebra. La T. Monólogo.
- Victoria – 2011. Álvaro Morte. 300 Pistolas. MicroTeatro.
- El enemigo de la clase — 2007-2009. Marta Angelat. EntreCajas. Producciones Teatrales – Germinal.
- La noche del oso — 2003-2004. Ernesto Caballero. Teatro El Cruce P.C.
- No more problems (Espectáculo de varietés) – 1993-2000. Isabel Yebra. No More Problems.

## Televisión
- MIA ES LA VENGANZA – 2023. Ricardo A. Solla. Alea Media. Mediaset. Telecinco.
- INVISIBLE – 2023. Paco Caballero. Morena Films. Disney+
- BENVINGUTS A LA FAMILIA – 2018. Iván Mercadé. Arca Audiovisual (Grupo Filmax). TV3
- ECOEMBES – 2017. Paco Caballero. Lobo Kane Production Company. Publicidad
- ILUSTRES IGNORANTES – 2017. Javier Coronas. Movistar+. #0
- CENTRO MEDICO – 2017. Chuky. Zebra Producciones
- ILUSTRES IGNORANTES – 2016. Javier Coronas. Movistar+. #0
- La que se avecina – 2015. Alberto Caballero, Laura Caballero. Contubernio. Telecinco.
- Cuarto milenio – 2013. Manuel Romo. Cuarzo Producciones. Cuatro.
- Solocomedia.com (El casting) – 2013. Ángel Martín. Solocomedia.com.
- Big bamboo – 2012. Jorge Naranjo. Nana Films.
- Free radio – 2011. Rafa Parbus. Hill Valey.
- Arrayán – 2011. Leo Vega. Linze TV. Canal Sur.
- Museo Coconut – 2010. Ernesto Sevilla. HillValey. Neox.
- Gentuza – 2010. Eloi Yebra, Críspulo Cabezas. La T Producciones - Pop Producciones. Internet.
- Conexions La Mussarra — 2009. Sergi Vizcaíno. Esguinze Image. Xarxa de televisions de Catalunya.
- Muchachada nui ("Perro muchacho") — 2007-2009. Julián López. HillValley. TVE2.
- El programa de José Mota (Casino Royal) — 2009. José Mota. HillValley. TVE1
- Cuarto Milenio (Diarios del miedo) - Cuenta la leyenda — 2008. Jorge Blas. Producciones Digitales Milenio3 S.L. Cuatro.
- Percepciones (Capítulo 3) — 2008. Sergi Vizcaíno. Aldea Producciones. Xarxa de televisions de Catalunya.
- Singles (Capítulo 5, "Enamora't") — 2008. Alberto Fernández-Argüelles. Nadie es perfecto - Canal 9.
- El partido (telefilme) — 2006. Juan Calvo. Vaca Films. Autonómicas.
- Corta-t (26 capítulos) — 2005-2006. Iñaki Peñafiel. VideoMedia - Cuatro.
- Manolito Gafotas (13 capítulos) — 2004-2005. Antonio Mercero, Antonio Cuadri, Luis Oliveros. Castelao producciones - Antena 3.
- Psico-Express (26 capítulos) — 2000-2001. Joan Lluís Bozzo. Dagoll Dagom - TV3.
- Temps afegit (telefilme) — 2001. Jesús Font. Televisió de Catalunya. TV3.
- Policías, en el corazón de la calle (Capítulo 10) — 2000. Guillermo Fernández Groizard - Miguel Ángel Sánchez. Globo Media. Antena 3.
- Cabell d’àngel (telefilme) — 2000. Enric Folch. Oberon Cinematográfica S.A.. TV3.
- La cosa nostra amb Andreu Buenafuente — 2000. Andreu Buenafuente. El Terrat. TV3.
- Primera jugada (telefilme) — 1997. Lluís María Güell. Televisió de Catalunya – Ovideo Bcn. TV3.

## Premios
- PREMIO A LA MEJOR INTERPRETACIÓN MASCULINA Festival Internacional de Elche 2008 por el cortometraje Limoncello.
- PREMIO A LA MEJOR INTERPRETACIÓN MASCULINA Festival Internacional de Alcalá de Henares 2005 a los 5 protagonistas por el cortometraje El Despropósito.
- PREMIO FIVA CREATIVIDAD Y TALENTO JOVEN Festival Internacional de Videoclip de Alcañiz 2009.
- HOMENAJE A LOS PROTAGONISTAS DE BARRIO Festival Joven Cine Español de Albacete 1999.
- CAMPEONES DE ESPAÑA DE HIP HOP Y FUNKY (NO MORE PROBLEMS) Orthos - Campeonato Nacional Funk y Hip Hop 2000.

## Discografía
- CON LA MÚSICA A OTRA PARTY – 2018. Kienes Sound. Positive Vibz. LP
- POSITIVE VIBZ - THE MIXTAPE – 2018. TCap Selektah. Positive Vibz. Mixtape
- PARTY REMIX 2018. THE MASH UP’S MASTER – 2018. TCap Selektah. La T, Positive Vibz. Mixtape
- MA MUSIC – 2017. TCap Leviatan. La T, Positive Vibz. EP
- ESPAÑA-COSTA RICA – 2014. TCap Leviatan y Rapsoda. Resistencia Subversiva y Funkmama. LP
- SE BUSCA – 2014. TCap Leviatan. La T Producciones. LP
- MAL YEBRA NUNCA MUERE SESSION VOL. TRI...NI – 2014. TCap Selektah (laTenTsound). La T Producciones. Mixtape
- Ki.N.S. SOUND? MEETS ZION PRODUCTION – 2014. TCap Selektah, El Garou, El Chiky, Kano Sunsay, Zion Production. EP
- BARBARROJA RIDDIM (CONFLOWENCE RIDDIMS #02) – 2013. +Vibz Productions, La T Producciones, Tempo Al Tiempo, El Chiky, Melo Thalo Beats, Omega Style. One Riddim
- SOUND REGGAE - Ki.N.S. SOUND? – 2013. TCap Selektah, El Garou, El Chiky, Kano Sunsay. TempoAlTiempo. EP
- FAR WEST RIDDIM (CONFLOWENCE RIDDIMS #01) – 2013. +Vibz Productions, La T Producciones, Tempo Al Tiempo El Chiky, Melo Thalo Beats, Omega Style. One Riddim
- REGGAE BLOCK PARTY – 2012. TCap Selektah (LaTenTsound). La T Producciones. Mixtape
- EL MEJOR DISCO DEL AÑO - PUNTO DE ENCUENTRO – 2009. TCap Leviatan, Rapsoda, SKL69, LaMeka55. Punto y Aparte. Boa. LP
- MAL YEBRA NUNCA MUERE SESSION VOL. CHUS – 2009. TCap Selektah (laTenTsound). La T Producciones. Mixtape
- PALABRAS – 2008. TCap Leviatan. Punto y Aparte - La T Producciones. Urban Empire. LP
- MAL YEBRA NUNCA MUERE SESSION VOL. JUAN – 2006. TCap Selektah (laTenTsound). La T Producciones. Mixtape
- CURRICULUM - EL EJE – 2003. TCap, El Garou, Es.T, Mone. La T Producciones. Maqueta

## Colaboraciones, BSO y recopilatorios
- Rapsoda "La Sombra De La Verdad" (2011)
- El Chiky "Algo Tiene Que Cambiar" (2010)
- Luxxxury Riddim (2009)
- Shinjiman "Bad Fyah Gyal" (2009)
- Chalice Sound "Rapggafire Vol.2" (2009)
- Spaniz Sound 6 (2009)
- Estilo Hip Hop 7 (2008)
- Enemigo Número Uno "MI GENTE" (2008)
- 124 "B.R.U.T.A.L." (2008)
- Rapsoda "El Jugador" (2008)
- Marta Angelat "El Enemigo De La Clase" (2008)
- Delgado San "Confidencias" (2007)
- Alex Calvo-Sotelo "El Mundo AlRededor" (2006)
- Corta-T (2006)
- King Der "RiddimZone CD2" (2005)
- Miguel Ángel Carcano "Interior (Noche)" (2005)
- Full Nelson "Confía en mi" (2004)
- LaMeka55 "...y yo feliz" (2004)
- Xavi Ribera "A+" (2004)
- Underground Promesas (2003)
- Estilo Hip Hop 2 (2003)
- Actitud Hip Hop (2003)
- Ernesto Caballero "La Noche Del Oso" (2003)
- Panzers " Sangre, Sudor y Lágrimas" (2003)
- Ivan Morales "Ha Llegado La Hora De Contarte Mi Secreto" (2000)